# Chlorochaeta smaragdus
Chlorochaeta smaragdus là một loài bướm đêm trong họ Geometridae.